# Vittorio Cottafavi
Vittorio Cottafavi (Modena, 30 gennaio 1914 – Anzio, 14 dicembre 1998) è stato un regista e sceneggiatore italiano.

## Biografia
Figlio di Agnese Savio, possidente piemontese, e di Francesco, ufficiale del Regio Esercito, discendeva da una ricca e potente famiglia reggiana:  il nonno paterno, da cui prese il nome, fu più volte deputato e sottosegretario e infine nominato senatore da Vittorio Emanuele III nel 1924, poco prima di morire. Dalla natìa Correggio i Cottafavi erano arrivati a Modena nel 1911: nella locale “Scuola Militare” (oggi Accademia) prestava servizio il capitano Francesco, ma quando lui andò al fronte il piccolo Vittorio e la madre si trasferirono a Torino, per trascorrere il periodo della Grande Guerra presso i Savio.
Nel 1921 la famiglia si stabilì quindi a Roma, dove il futuro regista avrebbe vissuto per il resto della vita, mantenendo tuttavia fino all'ultimo un forte legame con la città d'origine dei propri antenati: a Correggio, infatti, aveva ereditato delle proprietà e periodicamente vi soggiornava; negli anni sessanta e settanta fu collaboratore o oggetto di iniziative culturali della biblioteca comunale, alla quale donò vario materiale che – con quello poi conferito dal figlio Francesco alla morte del regista – è andato a costituire il ricco e prezioso "Centro di documentazione Vittorio Cottafavi" (migliaia di “pezzi” fra scritti autografi, articoli, recensioni, libri, suoi film e lavori televisivi – in pellicola, VHS o DVD – locandine originali e fotografie).
Nella capitale, dopo il liceo il giovane Cottafavi frequentò per un periodo la facoltà di giurisprudenza dell'Università di Roma, seguendo tuttavia anche i corsi di filosofia e letteratura; in seguito ad alcune esperienze in campo cinematografico, nel 1935 si iscrisse infine al neonato Centro sperimentale di cinematografia dove, nel 1938, prese il diploma in regia. Nel 1936 fu assistente volontario di Jean Epstein per Cuor di vagabondo e iniziò il suo intenso tirocinio di assistente alla regia con Mario Bonnard in Jeanne Doré (1938), con Camillo Mastrocinque in Inventiamo l'amore (1938), con Goffredo Alessandrini in Abuna Messias (1939) e Nozze di sangue (1941), con Carlo Campogalliani ne Il cavaliere di Kruja (1940), con Gianni Franciolini in Giorni felici (1943), con Aldo Vergano in Quelli della montagna (1943), con Vittorio De Sica ne I bambini ci guardano (1943).

### Carriera di regista

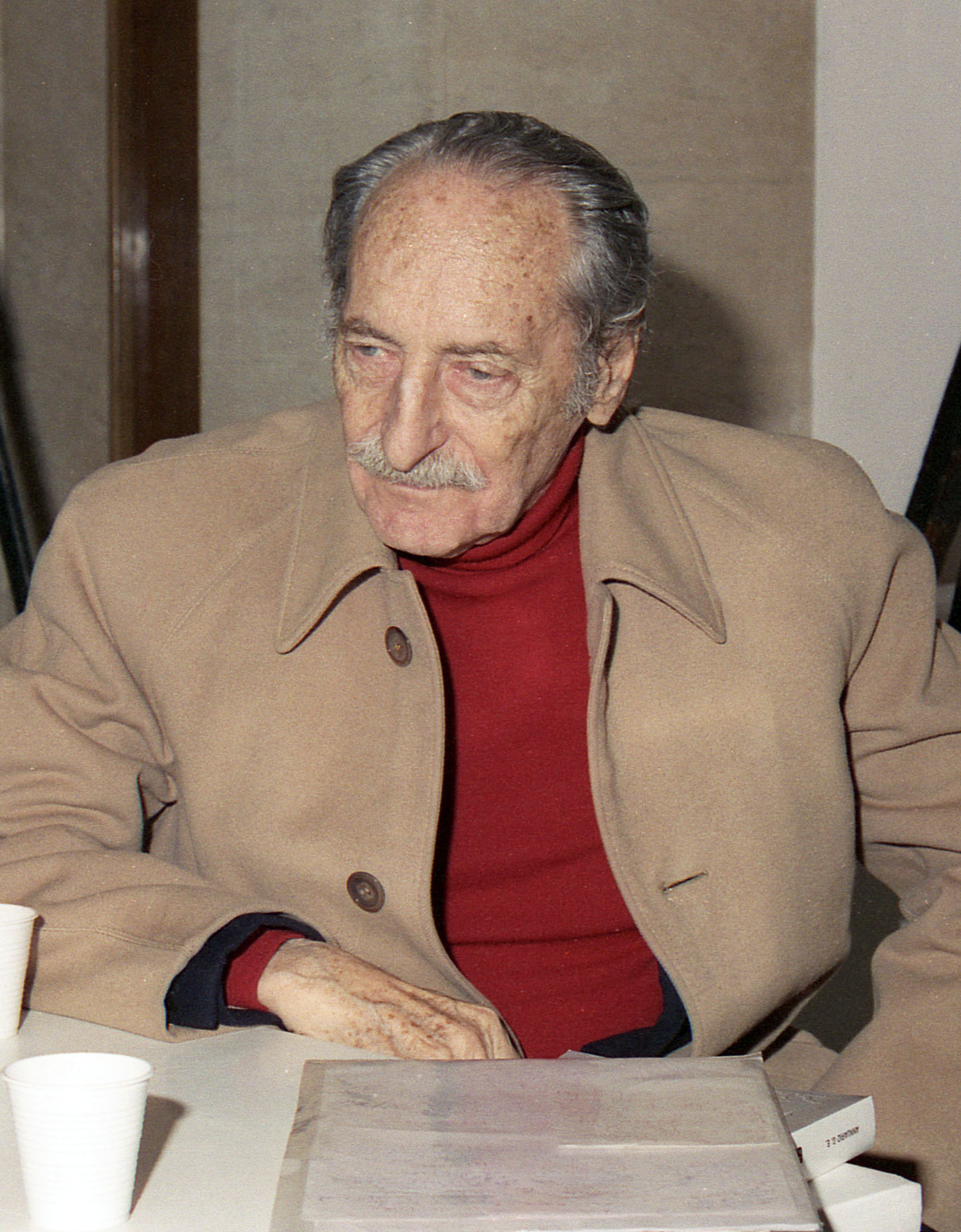
Vittorio Cottafavi al MICS nel 1996

Il suo esordio come regista avvenne nel 1943 con il film I nostri sogni, tratto dalla commedia omonima (1936) di Ugo Betti. Accolto favorevolmente da critica e pubblico, il film apparve subito opera di un serio professionista grazie all'ottima composizione dell'inquadratura e alla scioltezza della narrazione.
Nel dopoguerra Cottafavi faticò a inserirsi nel movimento neorealista. Collaborò con Vittorio De Sica per La porta del cielo (1945) e con Vergano per Il sole sorge ancora (1946). Solo nel 1949 riuscì a realizzare La fiamma che non si spegne, un film su Salvo D'Acquisto, con intenti celebrativi nei confronti dell'Arma dei Carabinieri; il film fu accolto con ostilità dalla critica che intravide segnali di simpatia verso il fascismo.
Nel dopoguerra diresse alcuni film di successo e sul finire degli anni cinquanta approdò al genere storico-mitologico, noto anche come film peplum all'italiana, con titoli quali  Messalina Venere imperatrice (1960) e La vendetta di Ercole (1960).
Dopo l'insuccesso de I cento cavalieri (1964), il regista abbandonò definitivamente il cinema per occuparsi di spettacoli televisivi e teatrali. Protagonista insieme ad Anton Giulio Majano, Mario Landi, Sandro Bolchi e Daniele D'Anza della stagione degli sceneggiati televisivi Rai, iniziò a dirigere questo genere di prosa nel 1958, con Umiliati e offesi, proseguendo per oltre 15 anni nella regia di romanzi a puntate per la Rai. Considerato uno dei maestri della regia televisiva, nella sua carriera diresse i più prestigiosi attori del teatro italiano, da Enrico Maria Salerno a Sarah Ferrati, da Arnoldo Foà a Giancarlo Sbragia.
Nel 1966 realizzò per la televisione l'operetta musicale La Fantarca, da un soggetto di Giuseppe Berto. Nel 1970 diresse lo sceneggiato in sei puntate I racconti di padre Brown, tratto dall'opera omonima di Gilbert Keith Chesterton, che ebbe una media di 18 milioni di spettatori a puntata.

## Filmografia

### Regista

#### Cinema
- I nostri sogni (1943)
- Fiamme sul mare, co-regia di Michał Waszyński (1947)
- La grande strada - L'odissea di Montecassino, co-regia di Michał Waszyński (1948)
- La fiamma che non si spegne (1949)
- Una donna ha ucciso (1952)
- Il boia di Lilla - La vita avventurosa di Milady (1952)
- Il cavaliere di Maison Rouge (1953)
- Traviata '53 (1953)
- In amore si pecca in due (1954)
- Una donna libera (1954)
- Nel gorgo del peccato (1954)
- Avanzi di galera (1955)
- Fiesta brava (1956) – incompiuto e inedito (1956)
- La rivolta dei gladiatori (1958)
- Le legioni di Cleopatra (1959)
- Messalina Venere imperatrice (1960)
- La vendetta di Ercole (1960)
- Ercole alla conquista di Atlantide (1961)
- Le vergini di Roma (1961)
- I cento cavalieri (1964)

### Televisione
- Sette piccole croci – film TV (1957)
- L'avaro – film TV (1957)
- Casa di bambola – film TV (1958)
- La spada di Damocle – film TV (1958)
- Umiliati e offesi – serie TV (1958)
- Processo di famiglia – film TV (1959)
- Passo falso – film TV (1959)[4]
- Via Belgarbo – film TV (1959)
- La trincea – serie TV (1961)
- Operazione Vega – film TV (1962)
- Il mondo è una prigione – film TV (1962)
- Delitto perfetto – film TV (1962)
- Le notti bianche – film TV (1962)
- Nozze di sangue – film TV (1963)
- Il taglio del bosco – film TV (1963)
- Gli spettri – film TV (1963)
- Il giglio di quell'amore - Rievocazione della Resistenza – film TV (1964)
- Mille franchi di ricompensa – film TV (1964)
- La potenza delle tenebre (prosa) di Lev Tolstoj, 28 e 29 gennaio 1965.
- Ai poeti non si spara, trasmesso nel 1965.
- Antonio e Cleopatra (prosa) di William Shakespeare, trasmesso il 12 marzo 1965.
- Vita di Dante di Giorgio Prosperi, trasmesso dal 12 al 19 dicembre 1965.
- Le piccole volpi (prosa) di Lillian Hellman, trasmesso il 12 novembre 1965.
- La Fantarca (opera) di Giuseppe Berto, trasmesso il 14 marzo 1966.
- Quinta colonna di Pietro Leoni, trasmesso dal 25 settembre al 16 ottobre 1966.
- Knock o Il trionfo della medicina di Jules Romains (prosa), trasmesso il 13 gennaio 1967.
- Le troiane (prosa) di Euripide, trasmesso il 17 febbraio 1967.
- Missione Wiesenthal, trasmesso il 30 aprile 1967.
- Don Giovanni (prosa), trasmesso il 5 maggio 1967.
- Delirio a due (prosa), trasmesso il 28 ottobre 1967.
- Il processo di Santa Teresa del Bambino Gesù, trasmesso nel 1967.
- Il complotto di luglio, trasmesso nel 1967.
- La paura delle botte (prosa) di George Courteline, trasmesso nel 1967.
- L'idolo delle scene (prosa), trasmesso la sera di capodanno tra il 1967 e il 1968.
- Lo zoo di vetro di Tennessee Williams, trasmesso nel 1968.
- Cristoforo Colombo, trasmesso dal 22 settembre al 13 ottobre 1968.
- Oliver Cromwell ritratto di un dittatore, trasmesso il 4-5 febbraio 1969.
- Una pistola in vendita di Graham Greene, trasmesso dal 22 febbraio all'8 marzo 1970.
- I lupi (prosa), trasmesso nel 1970.
- I racconti di padre Brown, con Renato Rascel, trasmesso dal 20 dicembre 1970 al 2 febbraio 1971.
- La signora dalle camelie (prosa), trasmesso il 24 settembre 1971.
- A come Andromeda di Fred Hoyle e John Eliott, trasmesso dal 4 gennaio al 1º febbraio 1972.
- Rosmersholm (prosa) di Henrik Ibsen, trasmesso il 7 luglio 1972.
- L'allodola (prosa) di Jean Anouilh, trasmesso il 16 marzo 1973.
- Napoleone a Sant'Elena, trasmesso dal 28 ottobre al 18 novembre 1973.
- Sotto il placido Don, trasmesso dal 18 settembre al 16 ottobre 1974.
- I Persiani (prosa) di Eschilo, trasmesso nel 1975.
- Con gli occhi dell'occidente – serie TV (1979)
- Maria Zef – serie TV (1981)
- Il diavolo sulle colline – film TV (1985)

### Sceneggiatore
- Abuna Messias, regia di Goffredo Alessandrini (1939)
- Nozze di sangue, regia di Goffredo Alessandrini (1941)
- Lo sconosciuto di San Marino, regia di Michał Waszyński (1946)